# Église de Karesuando
L'église de Karesuando, construite au début du XXe siècle dans le village de Karesuando à environ 180 kilomètres au nord de Kiruna, est l'église la plus septentrionale de Suède.

## Caractéristiques
L'église de Karesuando est l'église de la paroisse du même nom, dans le diocèse de Luleå. Elle est située à seulement quelques mètres des berges de la rivière Muonio, qui marque la frontière entre la Suède et la Finlande.
La première église édifiée à Karesuando est un bâtiment en bois construit entre 1813 et 1816. C'est dans cette église que le pasteur Lars Levi Læstadius officie de 1826 à 1849, et qu'il fonde le mouvement læstadien. La paroisse n'ayant pas les moyens de financer la maintenance du bâtiment, son état se dégrade et il doit être démoli en 1905.
L'église actuelle est inaugurée la même année par Olof Bergqvist, le premier évêque de Luleå. Il s'agit d'un bâtiment en bois, avec un socle en pierre, œuvre de l'architecte Gustaf Lindgren. L'orgue et le carillon électrique remontent à des travaux de rénovation effectués en 1953-1954. Le retable est quant à lui inauguré en 1961. Il s'agit d'un don de son auteur, l'artiste Bror Hjorth, qui représente Læstadius, une jeune fille samie prénommée Maria et le prédicateur Juhani Raattamaa, qui prit la tête du mouvement læstadien après la mort de son fondateur.

## Sources
- (sv) Cet article est partiellement ou en totalité issu de l’article de Wikipédia en suédois intitulé « Karesuando kyrka » (voir la liste des auteurs).

- (sv) Cet article est partiellement ou en totalité issu de l’article de Wikipédia en suédois intitulé « Johan Raattamaa » (voir la liste des auteurs).
- (sv) Karesuando kyrka. Site officiel du village de Karesuando.